# Club Deportivo Arguineguín
Club Deportivo Arguineguín es un club español del barrio de Arguineguín en Mogán (Las Palmas). Actualmente milita en la Regional Preferente de Las Palmas, pero es uno de los clubs históricos de la Tercera División. Fue fundado en 1968 y juega sus partidos como local en el Municipal de Arguineguín.

## Historia
El Club Deportivo Arguineguín es sin duda uno de los grandes clubs del sur de la isla. Fundado en 1.968 el equipo del costero barrio, de donde han salido jugadores como Juan Carlos Valerón, Aythami Artiles o David Silva, ha participado en diez temporadas en Tercera División y diecisiete en Preferente.
Es el mejor representante del fútbol en el municipio del Mogán. En sus inicios el club se llama C.D.Santa Agueda. En 1980 es uno de los fundadores de la categoría Preferente de Las Palmas. En la década de los ochenta cambia su nombre y se le empieza a conocer como C.D.Arguinegín Santa Agueda, hasta que en 1988 perdió el apellido y llegó el nombre que conocemos en nuestros días.

## Temporadas
| Temporada       | División        | Posición        | Copa del Rey    |
| CD Santa Agueda | CD Santa Agueda | CD Santa Agueda | CD Santa Agueda |
| --------------- | --------------- | --------------- | --------------- |
| 1980/81         | Preferente      | 6.º             |                 |
| 1981/82         | Preferente      | 5.º             |                 |
| 1982/83         | Preferente      | 14º             |                 |
| 1983/84         | 1.ªRegional     | 11º             |                 |
| 1984/85         | 1.ªRegional     | 11.º            |                 |
| 1985/86         | 1.ªRegional     | 3.º             |                 |
| 1986/87         | 1.ªRegional     | 1º              |                 |
| 1987/88         | Preferente      | 2º              |                 |
| CD Arguineguín  |                 |                 |                 |
| 1988/89         | 3.ª División    | 14.º            |                 |
| 1989/90         | 3.ª División    | 8.º             |                 |
| 1990/91         | 3.ª División    | 7.º             |                 |
| 1991/92         | 3.ª División    | 6.º             |                 |
| 1992/93         | 3.ª División    | 9.º             | 1ªElimin.       |
| 1993/94         | 3.ª División    | 7.º             |                 |
| 1994/95         | 3.ª División    | 11.º            |                 |
| 1995/96         | 3.ª División    | 12.º            |                 |
| 1996/97         | 3.ª División    | 18.º            |                 |
| 1997/98         | Preferente      | 10º             |                 |
| 1998/99         | Preferente      | 4º              |                 |
| 1999/00         | Preferente      | 4.º             |                 |
| 2000/01         | Preferente      | 10.º            |                 |
| 2001/02         | Preferente      | 14.º            |                 |
| 2002/03         | Preferente      | 17.º            |                 |
| 2003/04         | 1.ªRegional     | 9.º             |                 |
| 2004/05         | 1.ªRegional     | 6º              |                 |

| Temporadas | División     | Posición | Copa del Rey |
| ---------- | ------------ | -------- | ------------ |
| 2005/06    | 1.ªRegional  | 1º       |              |
| 2006/07    | Preferente   | 10.º     |              |
| 2007/08    | Preferente   | 2.º      |              |
| 2008/09    | 3.ª División | 19.º     |              |
| 2009/10    | Preferente   | 4        |              |
| 2010/11    | Preferente   | 7.º      |              |
| 2011/12    | Preferente   | 9.º      |              |
| 2012/13    | Preferente   | 3.º      |              |
| 2013/14    | Preferente   | 16.º     |              |
| 2014/15    | 1.ªRegional  | 4.º      |              |
| 2015/16    | 1.ªRegional  | 6.º      |              |
| 2016/17    | 1.ªRegional  | 8.º      |              |
| 2017/18    | 1.ªRegional  | 3º       |              |
| 2018/19    | 1.ªRegional  | 1º       |              |
| 2019/20    | Preferente   | 5º       |              |
| 2020/21    | Preferente   | 8.º      |              |
| 2021/22    | Preferente   | 5º       |              |
| 2022/23    | Preferente   | 7º       |              |
| 2023/24    | Preferente   | 10º      |              |
| 2024/25    | Preferente   |          |              |

### Datos del club
- Temporadas en 3ªDivisión: 10
- Temporadas en Preferente: 23
- Temporadas en 1ªRegional: 12